# Strammaro
Lo strammaro è un cestaio che lavora la stramma, termine dialettale laziale che indica la pianta dell'Ampelodesmos mauritanicus; questa professione è diffusa nel Lazio, in particolare nella zona del Parco naturale dei Monti Aurunci.
La stramma, intrecciata da sola o associata ai giunchi di vimini o ai polloni teneri delle piante di olivo, è utilizzata per realizzare manufatti di uso comune come borse, cappelli, ceste, sedie, ma anche composizioni ornamentali come centri tavola.
L'industrializzazione sta causando la progressiva scomparsa di questo mestiere. Per mantenerlo e farlo conoscere al pubblico il Parco naturale dei Monti Aurunci ha avviato diverse iniziative, tra cui un laboratorio. Nel 2015 il Parco ha attivato una collaborazione con la stilista Lisa Tibaldi Grassi, che, affiancata dagli strammari del Parco Giovanni Morra e Rita Sepe, con la stramma ha realizzato la propria collezione estate 2016. Il Parco e la stilista inoltre hanno progettato e realizzato la mostra Trama Aurunca… Emozioni e Creatività di un Territorio dedicata alla stramma, alla sua lavorazione tradizionale e alla sua rivalutazione nell'ambito della moda, che è stata ospitata dal Museo delle civiltà di Roma dal 10 marzo al 7 maggio 2017; al termine del progetto gli abiti sono stati donati al Parco.